# UFC 44
UFC 44: Undisputed（ユーエフシー・フォーティフォー：アンディスピューテッド）は、アメリカ合衆国の総合格闘技団体「UFC」の大会の一つ。2003年9月26日、ネバダ州ラスベガスのマンダレイ・ベイ・イベント・センターで開催された。

## 大会概要
メインイベントのUFC世界ライトヘビー級タイトルマッチでは、王者ティト・オーティズと暫定王者ランディ・クートゥアが統一王座戦で対戦し、クートゥアがティトを降して、第3代UFC世界ライトヘビー級王者となった。
UFC世界ヘビー級タイトルマッチでは、王者ティム・シルビアが挑戦者ガン・マッギーを降し王座の初防衛に成功するも、試合後の薬物検査で失格となり、王座剥奪となった。
ニック・ディアスがUFCに初出場した。

## 試合結果

### プレリミナリィカード
第1試合 ライト級 5分3R
○  エルメス・フランカ vs.  宇野薫 ×
2R 2:46 KO（右ストレート）
第2試合 ウェルター級 5分3R
○  ニック・ディアス vs.  ジェレミー・ジャクソン ×
3R 2:04 腕ひしぎ十字固め
第3試合 ライト級 5分3R
○  ジョシュ・トムソン vs.  ジェラルド・ストレベント ×
1R 2:45 KO（パウンド）
第4試合 ウェルター級 5分3R
○  カロ・パリジャン vs.  デイブ・ストラッサー ×
1R 3:52 チキンウィングアームロック

### メインカード
第5試合 ライトヘビー級 5分3R
○  リッチ・フランクリン vs.  エドウィン・デューイーズ ×
1R 3:35 TKO（レフェリーストップ：パウンド）
第6試合 ミドル級 5分3R
○  ホルヘ・リベラ vs.  デビッド・ロワゾー ×
3R終了 判定3-0（29-28、29-27、29-28）
第7試合 UFC世界ヘビー級タイトルマッチ 5分5R
○  ティム・シルビア vs.  ガン・マッギー ×
1R 1:54 TKO（レフェリーストップ：右ストレート→パウンド）
※シルビアが王座の初防衛に成功
第8試合 ヘビー級 5分3R
○  アンドレイ・アルロフスキー vs.  ウラジミール・マティシェンコ ×
1R 2:14 KO（右アッパー）
第9試合 UFC世界ライトヘビー級王座統一戦 5分5R
○  ランディ・クートゥア vs.  ティト・オーティズ ×
5R終了 判定3-0（50-44、50-44、50-45）
※クートゥアが王座統一に成功